# Krzysztof Chmielewski
Krzysztof Chmielewski, né le 8 juin 2004, est un nageur polonais.

## Biographie
Après une neuvième place au 200 m papillon des championnats d'Europe 2021, il se qualifie pour les Jeux olympiques à Tokyo, prenant part au 200 m papillon, dont il atteint la finale et prend la huitième place. Le Polonais est deux fois champion d'Europe junior en 2021 et 2022 sur le 200 m papillon, à chaque fois devant son frère jumeau Michal. En 2022, il remporte aussi trois titres aux championnats du monde juniors à Lima, dont celui du 200 m papillon.
Chmielewski remporte la médaille d'argent du 200 m papillon aux championnats du monde de natation 2023 à Fukuoka, devancé seulement par Léon Marchand, en améliorant son meilleur temps sur la distance en 1 min 53 s 62.

## Palmarès

### Championnats du monde

#### Grand bassin
- Championnats du monde 2023 à Fukuoka ( Japon) :
  -  Médaille d'argent du 200 m papillon.
- Championnats du monde 2025 à Singapour ( Singapour) :
  -  Médaille d'argent du 200 m papillon.

#### Petit bassin
- Championnats du monde 2024 à Budapest ( Hongrie) :
  -  Médaille de bronze du 200 m papillon.

### Championnats d'Europe

#### Grand bassin
- Championnats d'Europe 2024 à Belgrade ( Serbie) :
  -  Médaille d'argent du 200 m papillon.

### Championnats du monde junior
- Championnats du monde juniors 2022 à Lima ( Pérou) :
  -  Médaille d'or du 200 m papillon.
  -  Médaille d'or du relais 4× 100 m quatre nages.
  -  Médaille d'or du relais 4 × 100 m quatre nages mixte.
  -  Médaille de bronze du 400 m nage libre.

### Championnats d'Europe junior
- Championnats d'Europe junior 2021 à Rome ( Italie) :
  -  Médaille d'or du 200 m papillon.
- Championnats d'Europe junior 2022 à Otopeni ( Roumanie) :
  -  Médaille d'or du 200 m papillon.
  -  Médaille l'argent du 400 m nage libre.
  -  Médaille d'or du 1 500 m nage libre.
  -  Médaille de bronze du 800 m nage libre.

### Festival olympique de la jeunesse européenne
- Festival olympique de la jeunesse européenne 2019 à Bakou ( Azerbaïdjan) :
  -  Médaille de bronze du 200 m papillon.